# 徐囡楠
徐囡楠（1985年8月9日—），中国内地女演员，代表作品有《沂蒙》、《感动生命》、《闯关东前传》等。2009年，参演央视春晚小品《吉祥三保》。2011年，参演央视出演小品《新房》。